# Titularbistum Abari
Abari ist ein Titularbistum der römisch-katholischen Kirche.
Es geht zurück auf einen untergegangenen Bischofssitz in der gleichnamigen antiken Stadt Abari.
| Titularbischöfe von Abari |                                              | |                  |                   |
| Nr.                       | Name                                         | Amt | von              | bis               |
| 1                         | José Lázaro Neves CM                         | 30. August 1948 – 12. Februar 1952 Weihbischof in Assis, 12. Februar 1952 – 11. Februar 1956 Koadjutorbischof von Assis (Brasilien) | 30. August 1948  | 11. Februar 1956  |
| 2                         | Carlo Martini Titularerzbischof pro hac vice | Apostolischer Nuntius/ Apostolischer Delegat                                                                                        | 5. Oktober 1961  | 2. Juni 1973      |
| 3                         | Carlo Furno Titularerzbischof pro hac vice   | Apostolischer Nuntius | 1. August 1973   | 26. November 1994 |
| 4                         | Bruno Musarò Titularerzbischof pro hac vice  | Apostolischer Nuntius | 3. Dezember 1994 |                   |